# Karin Lenz
Karin Lenz ist die einzige Oper des Komponisten Günter Kochan auf ein Libretto des Schriftstellers Erik Neutsch. Die Handlung basiert auf einer Begebenheit aus dem Alltag der DDR. Günter Kochan komponierte sie als Nummernoper in zehn Bildern.

## Handlung
Auf der Flucht vor der Roten Armee und von Goebbelschen Hetzparolen beeinflusst erschießt die junge Mutter Karin Lenz ihr Kind. Nach dem Zweiten Weltkrieg arbeitete sie in einem Waisenhaus. Aufgrund tiefen Schuldgefühls stellt sie sich in den 1960er Jahren der Justiz der DDR.

## Werkgeschichte
Die Oper wurde 1971 an der Deutschen Staatsoper Berlin unter Beteiligung von Heinz Fricke (Leitung), Erhard Fischer (Regie), Willi Sitte und Dieter Rex (Bühnenbild) uraufgeführt. Die Rolle der Karin Lenz übernahm die Sopranistin Gisela Schröter.
1972 gab es eine Neuinszenierung in Schwerin, für die das Chorfinale entfernt wurde. In dieser Fassung erhielt das Werk durch die Reduzierung der in der Urfassung „stets präsenten, besserwisserischen Funktion“ des Chores eine „stärkere theatralische Dimension“. Regie führte Joachim Robert Lang. Die musikalische Leitung hatte Joachim Willert.

## Orchester
Die Orchesterbesetzung der Oper umfasst die folgenden Instrumente:
- Holzbläser: zwei Flöten (2. auch Piccolo), zwei Oboen (2. auch Englischhorn), zwei Klarinetten (2. auch Bassklarinette), zwei Fagotte, Kontrafagott
- Blechbläser: vier Hörner, drei Trompeten, Tuba
- Pauken, Schlagzeug (drei Spieler)
- Klavier (auch Celesta)
- Streicher
- Bühnenmusik: zwei Oboen, zwei Klarinetten, Fagott, zwei Hörner